# Игнатово (Ивановская область)
Игнатово — деревня в Ивановском районе Ивановской области России. Входит в Коляновское сельское поселение.

## География
Расположена в 5 км к югу от центра Иваново, у самой южной границы города, почти сливаясь с ним. К северу от Игнатово расположены дачные участки, за ними — крупный распределительный центр ЗАО «Тандер», головной компании сети магазинов «Магнит», и электроподстанция № 6. Ближайшие к Игнатово микрорайоны Иваново — Воробьёво, Никулиха и Балашовка.
На юго-востоке Игнатово сливается с деревней Коляново, центром сельского поселения — граница населённых пунктов проходит по улице Тополиной. На южной окраине (улица Аэропортовская) находится торговый центр «Metro», юго-западнее — садовые участки, ещё южнее — аэропорт Иваново-Южный. 

## История
Деревня Игнатова (прежний вариант названия, с окончанием на -а) уже присутствует, по крайней мере, на двухвёрстной карте Владимирской губернии 1850 года, составленной под руководством картографа А. И. Менде. Деревня находилась в Шуйском уезде.

## Население
| 1859 | 1905 | 2010 |
| ---- | ---- | ---- |
| 231  | ↘154 | ↗610 |

По состоянию на 1990 год, население Игнатово составляло, приблизительно, 270 человек. По данным переписи 2002 года, в деревне проживало 547 человек (262 мужчины, 285 женщин), 84 % населения составляли русские. По данным переписи 2010 года, национальный состав населения деревни был следующим:
- русские — 508 чел. (83,28 %),
- молдаване — 43 чел. (7,05 %),
- цыгане — 31 чел. (5,08 %),
- другие и не указавшие — 28 чел. (4,59 %)[12].

## Улицы
- Аэропортовская
- Вишнёвая
- Дачная
- Деревенская
- Солнечная
- Соловьиная
- Тополиная
- Центральная
- Южная[13]